# Menisco
I menischi sono delle strutture fibro-cartilaginee presenti tra le articolazioni le cui superfici non risultano congruenti tra loro (la loro forma cambia a seconda delle superfici tra le quali si trovano). Al contrario dei dischi articolari i menischi dividono solo parzialmente la cavità articolare. Negli esseri umani sono presenti nel ginocchio, nel polso, e nelle articolazioni acromioclavicolare, sterno-clavicolare e temporo-mandibolare. Negli altri animali possono essere presenti in altre articolazioni.
Il termine menisco è usato per riferirsi alla cartilagine del ginocchio, sia per quanto riguarda il menisco laterale sia per quello mediale, che sono i tessuti che forniscono l'integrità strutturale al ginocchio quando subisce tensioni e torsioni. I menischi sono conosciuti anche come cartilagini semi-lunari, riferendosi alla loro forma a mezzaluna. Da questo fatto deriva anche il loro nome dal greco antico μηνίσκος (meniskos) che significa "piccola luna".

## Struttura
L'esempio più tipico è rappresentato dai menischi del ginocchio: qui ne troviamo due, uno mediale e uno laterale:
- il menisco mediale ha forma di semiluna e tra i due è il più ampio.
- il menisco laterale è quello più piccolo e rispetto al mediale la sua forma, quasi circolare, rappresenta più un ferro di cavallo.

Il menisco laterale e il menisco mediale sono uniti tra loro dal legamento trasverso del ginocchio posto anteriormente a essi.
La presenza del menisco non si limita soltanto all'articolazione del ginocchio: è molto importante anche quello presente nell'articolazione temporo-mandibolare. Il menisco qui presente è formato da fasci fibro-cartilaginei che si confondono con le fibre dei muscoli pterigoidei. La forma è ellissoidale e divide l'articolazione in due parti (divisione puramente didattica) individuando due cavità non comunicanti tra loro che permettono di classificare la temporo mandibolare in una diartrosi condiloidea doppia.

## Funzione
I menischi hanno diverse funzioni:
1. garantiscono il ripristino della congruenza tra le articolazioni;
2. ammortizzano le sollecitazioni a cui un'articolazione è sottoposta di continuo;
3. disperdono il peso del corpo e riducono l'attrito durante il movimento.[4]

## Patologie

### Meniscopatia
La meniscopatia è la rottura parziale o minima del menisco.
In generale, esistono due tipi di lesioni del menisco, lesioni acute che sono spesso il risultato di un trauma o di un infortunio sportivo e lesioni di tipo cronico o da logorio. Le lesioni acute hanno dimensioni e forme diverse (verticale, orizzontale, radiale, obliqua, complessa). Sono spesso trattate attraverso la chirurgia a seconda dell'età del paziente poiché raramente guariscono da sole. Le lesioni croniche sono trattate sintomaticamente: esercizio fisico mirato con eventuale aggiunta di iniezioni di farmaci antinfiammatori. Nel caso in cui la lesione provochi dolore, gonfiore o disfunzioni del ginocchio, può essere rimossa o riparata chirurgicamente. La triade infelice è un insieme di lesioni al ginocchio che includono lesioni al menisco mediale.

### Lesione del corno posteriore del menisco
La lesione del corno posteriore del menisco è un danno che coinvolge la parte posteriore a forma di corno di uno dei menischi nel ginocchio. Le lesioni al menisco possono essere causate da traumi improvvisi, come una torsione eccessiva del ginocchio, o possono derivare da un processo di usura graduale nel tempo.

## Chirurgia

### Trattamenti chirurgici
Gli interventi chirurgici del menisco più comuni sono due. A seconda del tipo e della posizione dello strappo, dell'età del paziente e delle preferenze del medico, i menischi possono essere riparati o rimossi, in parte o completamente (meniscectomia). Ognuno dei metodi ha i suoi vantaggi e svantaggi. Il menisco ha scarsa disponibilità di sangue e, pertanto, la guarigione può essere difficile. Tradizionalmente si era propensi a credere che nel caso in cui non ci fosse possibilità di guarigione, fosse meglio rimuovere il menisco danneggiato e non funzionale, ma degli studi hanno dimostrato che la meniscectomia ha poca utilità. Riprendere attività ad alta intensità può però essere impossibile senza un intervento chirurgico, perché la lesione può causare anche il blocco del ginocchio. Le linee guida sconsigliano vivamente l'intervento chirurgico in quasi tutti i pazienti con malattia degenerativa del ginocchio.

### Trapianto di menisco
Il trapianto di menisco è una tecnica attualmente non utilizzata, ancora sperimentale e relegata a pochi studi pilota. I risultati a breve e lungo termine non sono ancora documentati.
Nei giovani pazienti, soprattutto in assenza di usura artrito-dipendente del tessuto e di un danno da lacerazione, il trapianto di tessuto meniscale, prelevato da una speciale banca del tessuto, potrebbe in futuro rappresentare una valida opzione. L'obiettivo è di trapiantarli con una tecnica, fissando, per mezzo di cilindri di osso, il menisco trapiantato, mentre delle suture potrebbero mantenere il bordo esterno del menisco innestato al suo posto.